# هومبولت، ساسکاچوان
هومبولت، ساسکاچوان (به انگلیسی: Humboldt) یک منطقهٔ مسکونی در کانادا است که در ساسکاچوان واقع شده‌است. هومبولت ۱۱٫۶۶ کیلومتر مربع مساحت و ۵٬۶۷۸ نفر جمعیت دارد و ۵۴۸٫۶۰ متر بالاتر از سطح دریا واقع شده‌است.